# Harescombe
Harescombe è un villaggio e parrocchia civile dell'Inghilterra, appartenente alla contea del Gloucestershire.